# Högaborg

Lage des Stadtbezirks Högaborg in Helsingborg.

Högaborg ist ein Stadtteil der schwedischen Stadt Helsingborg, der südlich der Stadtmitte und östlich des Stadtteils Söder liegt. Der gleichnamige Stadtbezirk zählt rund 4.000 Einwohner (Stand 2005), rund die Hälfte davon sind Einwanderer.

## Geschichte
Ursprünglich gehörte das Gebiet zu den Ländereien von Eneborg. Anfang des 20. Jahrhunderts wurde deren Grund und Boden vom neu gegründeten Unternehmen Eneborgs AB zerstückelt. Man ermunterte Handwerker und Arbeiter, hier Eigenheime zu bauen. Der Name des neuen Stadtteils leitet sich wahrscheinlich von einem ehemaligen Gebäude in dieser Gegend ab, das sich mit dem Schriftzug „Högaborg“ schmückte, wie es auf alten Fotografien zu sehen ist.
Innerhalb nur eines Jahres – zwischen 1903 und 1904 – wuchs die Bevölkerung im Stadtteil von 280 auf 1547 Menschen an, um nur wenige Jahre später bei 2731 Einwohnern zu liegen. Anfangs war Högaborg eine ruhige und idyllische Villengegend am Rande Helsingborgs, mit angrenzenden Kleingartenanlagen. 1914 wurden auf der Baltischen Ausstellung in Malmö Pläne der Architekten Sigurd Lewerentz und Torsten Stubelius für eine größere Eigenheimsiedlung in Högaborg präsentiert, die jedoch nur in geringem Ausmaße umgesetzt wurden. Die entstandenen Häuser stehen allerdings heute noch unverändert.
In den 1970er und 80er Jahren fand in Högaborg eine umfassende Stadtteilsanierung statt, in deren Rahmen zum einen ältere Bebauung abgerissen und durch neue Bebauung in Form von Mietshäusern ersetzt wurde, zum anderen aber auch ein Teil der alten Bebauung in großem Umfang renoviert wurde.